# Glassbil

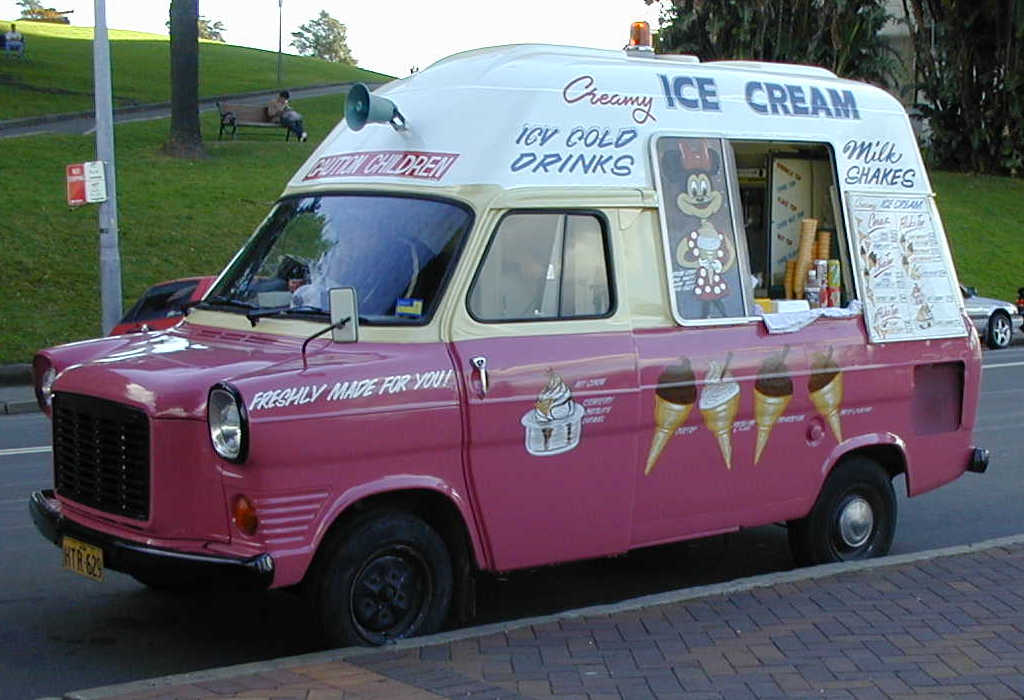
Glassbil med försäljningslucka i Sydney i Australien.

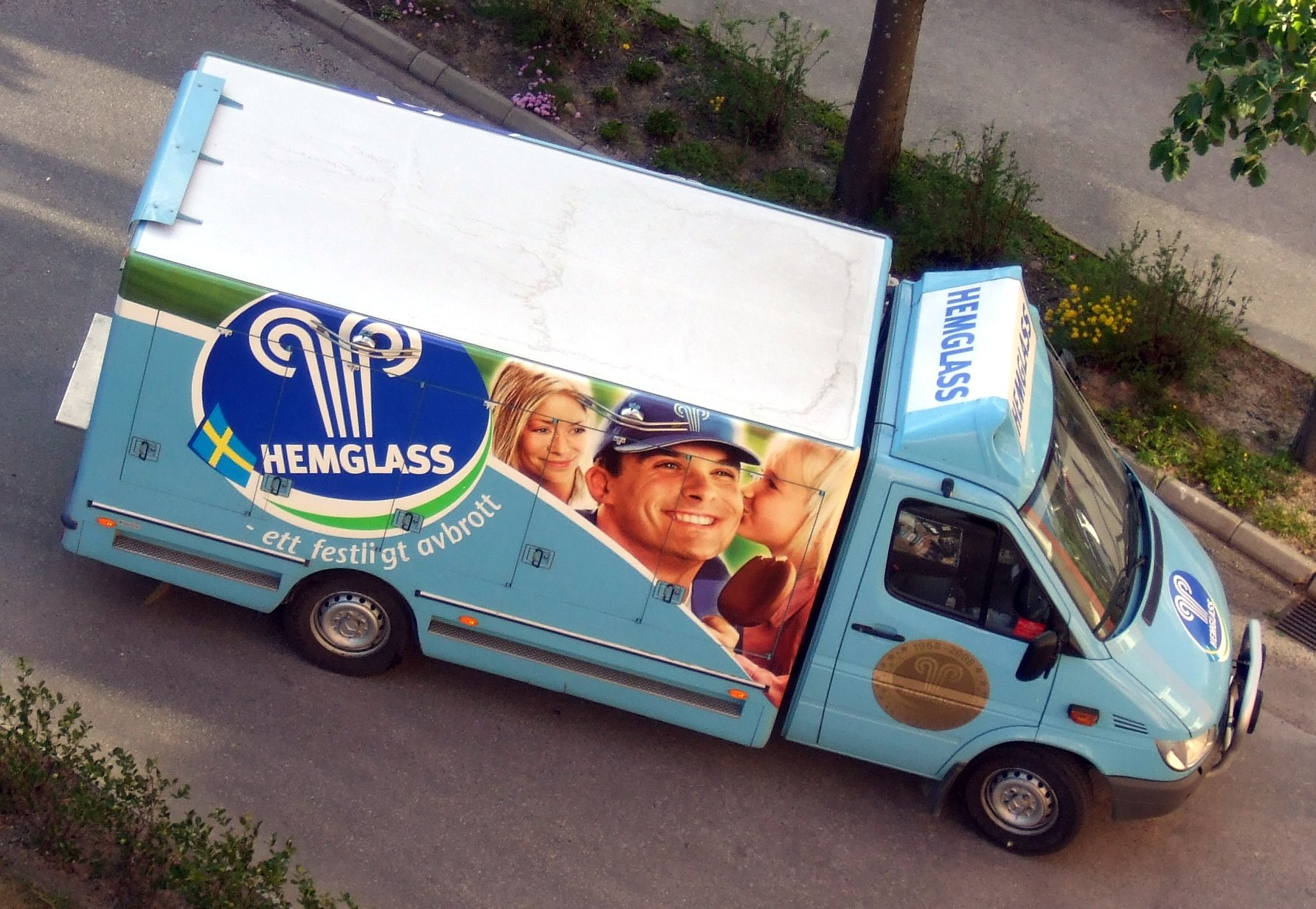
Hemglassbilen i Sverige

En glassbil är en specialutformad lätt lastbil eller skåpbil med försäljning av glass direkt till kund. Typiskt för alla verksamma glassbilar är att de innehåller någon form av frysmöjlighet.
Glassbilen kan antingen vara parkerad på en plats eller köra runt i en stad/stadsdel med flera planerade stopp. Den sistnämnda har ofta en inbyggd högtalare så att en jingel eller ett meddelande kan sändas ut till allmänheten med syfte att informera om ankomsten och locka kunder till glassbilen.
Försäljningen kan ske via en lucka i glassbilen med syfte att kunden ska kunna äta glassen på plats. Det är vanligt på gatorna i varma länder och på större badplatser under badsäsongen.
Försäljning kan även ske i stora förpackningar eller flerförpackningar, med syfte att kunden ska kunna bära hem glassen för att där frysa in den i egen frys. Den glassbilen stannar därför till i bostadsområden eller i närheten av dessa. Ett exempel är Hemglassbilen, som har varit verksam i Sverige sedan 1968.

## Glassbilar i kulturen
- I filmen Jönssonligan spelar högt kör Vanheden en svensk Hemglassbil i Stockholmstrakterna.
- I filmen Borat kör huvudpersonen en glassbil.
- I Simpsons-avsnittet Ice Cream of Margie (with the Light Blue Hair) från säsong 18 blir Homers nya jobb att sälja glass från glassbil.
- I musikvideon till The Smashing Pumpkins låt Today kör sångaren Billy Corgan en glassbil som bandet sedan målar i olika färger.